# 臺灣清治時期
臺灣清治時期（臺羅：Tâi-uân Tshing tī sî-kî），又稱為清領臺灣（Tshing léng Tâi-uân），是指自1683年清朝康熙皇帝派遣施琅消滅鄭氏時期的東寧王國政權，至1895年4月清朝與大日本帝國簽訂《馬關條約》台灣割讓予日本為止，共計212年間。清朝是臺灣歷史上在台灣島上建政持續時間最長，且唯一超過百年的近現代政權，但清朝政府從未將台灣全島納入其行政版圖之中:89-156。
1684年，清朝正式將台灣納入版圖，最初劃為福建省的一部分，1874年發生牡丹社事件後，台灣重要性升高，自此開始增設府縣、經濟現代化等積極建設，並於1885年在台建立福建臺灣省。由於甲午戰爭的失敗，清朝在1895年4月與日本簽訂《馬關條約》，規定永久將「台灣全島及所有附屬各島嶼」（及「澎湖列島」）讓予日本。歷經臺灣民主國的短暫抵抗後，台灣在同年6月進入為期50年的日本統治時期，至二次大戰日本戰敗止。。

## 棄留爭議
康熙22年（1683年）農曆六月，福建水師提督施琅在澎湖海戰中擊潰東寧王國劉國軒艦隊，未久，位於承天府（今台南市）的延平郡王鄭克塽於七月十五日（新曆9月5日）向施琅請降，康熙皇帝經過議政大臣會議討論後，七月份決定接受鄭克塽投降，並下令鄭克塽家族及其部屬悉數搬離臺灣、遷至北京或山東；八月十八日（西曆10月8日），鄭克塽率眾剃髮易服，東寧王國為期21年的統治正式結束。:182-196
明朝宗室朱術桂等人因不願投降而自殺，有些鄭氏宗室（像是鄭成功第六子鄭寬）因擔心遭到迫害而從此隱姓埋名。後人鄭守讓稱祖先因此舉才得以僥幸躲過滿門抄斬，因此告誡後世子孫不得對外洩露家族為鄭成功後代的秘密。
臺灣自十六世紀（明代嘉靖朝後），便是福建、廣東、日本等海盜倭寇的窩藏之地，由於貿易昌盛，陸續吸引西方國家如葡萄牙、西班牙進犯明朝東南沿海海域:62-90荷蘭與西班牙更一度佔領臺灣作為對明朝、日本貿易的據點，繼而統之的東寧政權，即是來自以鄭芝龍、鄭成功父子為首之海盜集團勢力的延續:34-41。
1679年，福建總督姚啟聖與巡撫吳興祚合奏，提議請荷蘭出兵聯手滅鄭，再將台灣歸還荷蘭，康熙批示「依議」，派特使團到荷蘭治理巴達維亞（今印尼雅加達）要求派遣艦隊協攻台灣。荷蘭轄下的東印度公司總督以無人統兵回拒。
故1683年攻下臺灣，康熙皇帝視臺灣為海盜淵藪之地，進攻臺灣原只存「遷其民而棄其地」之念頭，對於是否納臺灣入清帝國版圖猶豫了十個月之久；一方面康熙除了臺灣問題之外，還需分神處理俄羅斯對黑龍江邊境侵擾（雅克萨战役），境內平定三藩之亂也有不少內政問題有待解決，於清廷而言正值多事之秋，若要再將臺灣收入版圖，勢必又要大量開銷來設置官署、招募駐防兵源，對於財政上無異一大負擔。:182-196
1683年7月施琅攻台後接見俘虜Alexander vans Gravenbroek，詢問荷蘭屬下的東印度公司，是否有意願重新占領台灣？總督閣下是否願意花費代價取得台灣？
爾後由荷蘭俘虜帶信給巴達維亞的東印度總督，探詢荷蘭購台灣意願。
眼見康熙皇帝猶疑未決，平臺有功的姚啟聖、施琅陸續上書康熙，盡皆主張納臺灣為版圖才能根除陳年已久的海寇騷亂，施琅更上書〈恭陳臺灣棄留疏〉，力陳臺灣對於鞏固東南海防戰略地位的重要性，且表達外國勢力諸如荷蘭等屢屢對臺灣之覬覦野心。康熙皇帝則唯恐受封靖海侯的施琅有自恃功臣、領臺有擁兵自重之虞，遂另行諮詢閩籍老臣李光地之意見，李光地大致贊同施琅的保臺疏議，另外提出三年輪調一次「班兵制度」以理臺，終於獲得康熙皇帝首肯，確定於康熙23年4月（西曆1684年5月底）將臺灣編入清帝國版圖。:190-196

## 消極政策時期

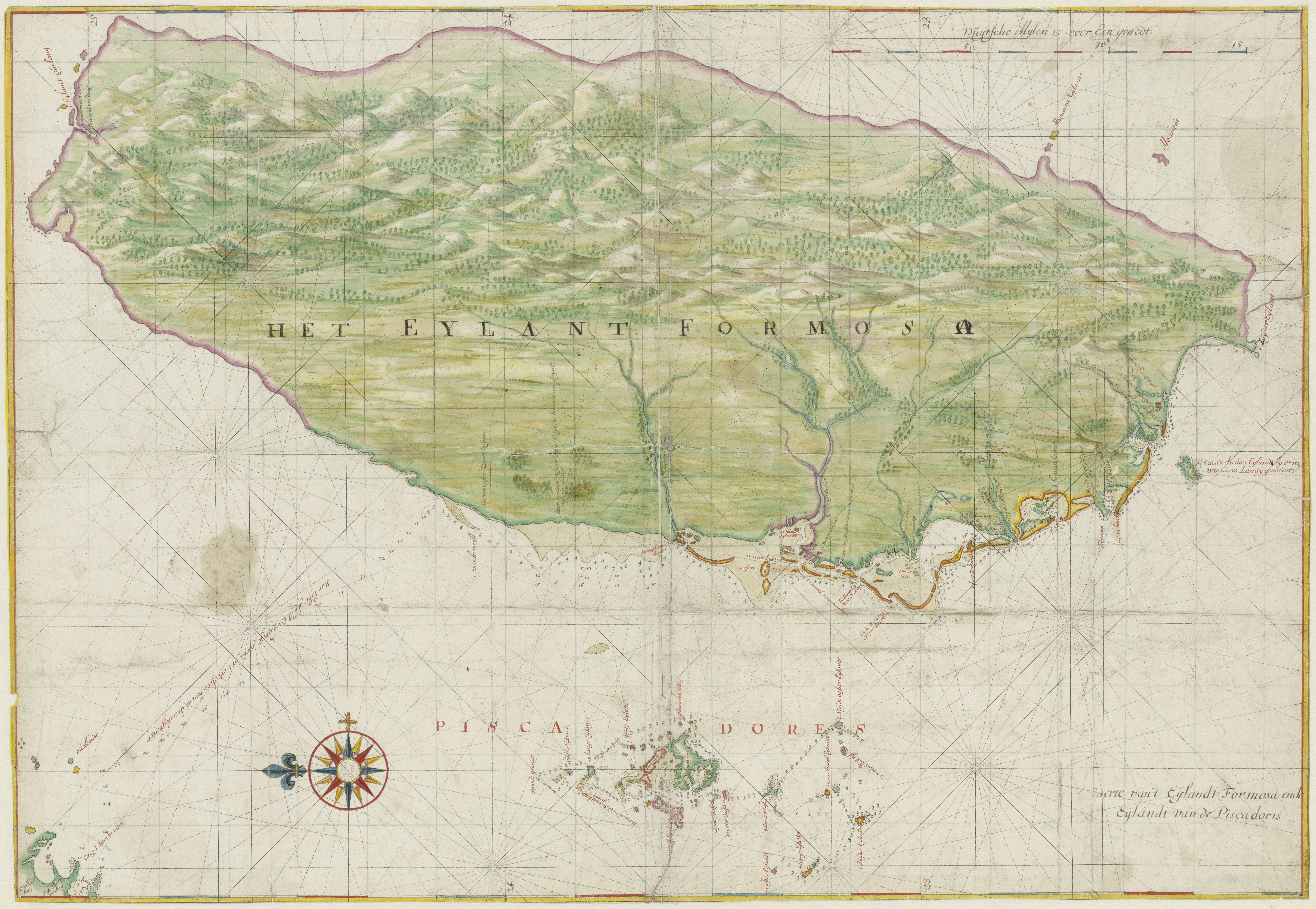
約翰·芬伯翁作品《澎湖島及福爾摩沙海島圖》

### 康熙時期
康熙帝領有臺灣，因恐臺灣孤懸海外、軍民據島作亂，乃設置班兵制度，凡軍官、兵丁等一律從中國內地輪派，不得由臺灣當地徵召，且凡武職人員三年一換，並不准官員攜眷來臺:48。在行政單位的設置上，將臺灣、澎湖併入福建省，最高長官設福建分巡臺灣廈門道，任命周昌為首任道員；廢除原東寧王國的天興州、萬年州，另置「一府三縣」：府治稱臺灣府，屬臺灣縣（約今台南市），臺灣縣以南設鳳山縣（約今高雄市、屏東縣），以北設諸羅縣（約今嘉義縣以北，不含今宜蘭縣、花蓮縣、台東縣:54）:67-76，縣級以下坊里庄社等行政名稱、劃分多沿用東寧王國舊制:135-140。
清廷取消海禁政策，另外頒布渡臺禁令：其一，欲渡臺者需經官府稽查審核，偷渡者必處嚴懲、其二，凡渡臺者，皆不許攜家帶眷、其三，不准廣東省民渡臺。渡臺條例雖有此明文，禁令條文亦偶有增減，但其實沿海管制並不嚴格，禁令形同具文，偷渡移民在所多有。:67-68
而之所以會禁止廣東省移民，官方版本多宣稱「「潮、惠乃海盜淵藪之地」，但根據史學者鄭維中於2021年出版的《海上傭兵：十七世紀東亞海域的戰爭、貿易與海上劫掠》一書研究，他認為臺灣在東寧王國時期，鄭成功繼任者鄭經乃因發動政變才得以繼承大統，但因此卻和其叔父鄭襲代表的泉州海商集團交惡，鄭經為維繫政權財源，在位期間，政商皆大量倚重廣東籍海商集團人士，而清廷取下臺灣後，未免廣東集團接續東寧王國政權作亂，所以才頒布廣東省移民禁令。
遷臺人數長期以來並無控管盤查，不少移民因無法治生產淪為遊民，且男女比例失衡，社會不安、治安日壞，閩浙總督覺羅滿保早在康熙57年（1718年）提出警告，惟可惜康熙年間官兵怠於治理的態度放任過久，積習難改，地方十分吏治敗壞，民怨四起:68，最終仍導致康熙60年（1721年）杜君英、朱一貴等叛亂起事的發生:225:566-571。
這一時期臺灣雖歸屬清廷，但對臺灣治理有實質影響力的是施琅及其家族，施琅家族不僅接手並壟斷前東寧王國之貿易市場，更挾有軍功之威望支配鹿港（今彰化縣鹿港鎮）地區，引渡不少泉州移民來臺發展。

### 雍正時期
雍正帝在1723年即位之後，勵精圖治，大力整飭康熙朝後期的弊病:585，連帶影響對臺灣治理的態度，其中以藍鼎元的獻策對雍正皇帝的治臺方略頗具影響。藍鼎元為漳州人士，朱一貴事件爆發時，隨族兄藍廷珍平定亂事一同來到臺灣，隨後便提出臺灣的治理方略，不少獲得雍正皇帝採納。
在朱一貴事件平定後，朝廷鑒於諸羅縣幅員過廣，不易管理，經藍鼎元倡議，朝廷在雍正元年（1723年）於大甲溪以北設「淡水廳」，大甲溪以南、虎尾溪以北設置「彰化縣」，彰化縣縣城設於半線庄（今彰化市），並將原在諸羅縣（今嘉義市）之北路協鎮移駐到彰化縣，便於北控淡水、南馭諸羅。:216雍正五年（1727年），澎湖群島從臺灣縣分割出來，設「澎湖廳」。雍正朝「一府四縣二廳」之行政規制沿用近九十年，直到嘉慶17年（1812年）朝廷增設「噶瑪蘭廳」（約今宜蘭縣）才有所改變。:54-55
雍正二年（1724年），福建水師提督藍廷珍在大肚溪北岸設立藍張興庄（約今臺中盆地南緣），報墾立戶陞科，申辦墾照「藍張興」，引渡漳州移民偷渡來台開墾農田、闢建水圳；同年取消廣東省移民來台的禁令，客家移民也在雍正年間起有規模地移入臺灣。藍鼎元上書雍正皇帝，建議批准移民攜眷渡台，以期降低臺灣械鬥動騷亂，獲得雍正帝同意，並在雍正十一年（1733年）頒布實施，福建、廣東移民漸趨容易，數量也日益增多。:204-211
根據臺灣學者曹永和《近世臺灣鹿皮貿易考》一書中考證，臺灣在康熙末年因應鹿皮數量減少，已無法再靠外銷鹿皮獲得商業利益，臺灣產業結構在雍正年間開始轉往農業發展。:212-228
綜觀雍正時期的臺灣產業結構，清廷大肆招募移民開辦「水田化運動」，稻米取代鹿皮成為產業主力，朝廷又推行「臺產稻米資閩省內地」等政策，臺灣脫離了原本自十六世紀荷治、明鄭時期附屬亞洲貿易網絡的體系，轉為大清帝國內需經濟供應的一環，故雍正一朝可謂臺灣地區產業結構轉型的關鍵時期。:225
不過，隨著漢籍移民陸續增多，農作拓墾範圍相應擴張，侵犯臺灣原住民既有生活領域漸多，雙方矛盾日益嚴重，引起原民不滿、憤而反抗，以雍正年間爆發的邵族骨宗事件、道卡斯族大甲西社事件為代表，後續嘉慶年間尚有郭百年侵墾事件之發生，造成西部平埔族遷徙大至山區、丘陵地區。

### 乾隆至同治時期
康熙皇帝收臺灣之初，多擇良吏派往臺灣，如臺灣知府蔣毓英、諸羅知縣季麒光與臺廈道陳璸任內皆頗有建樹，但康熙皇帝晚年怠政，對於貪官汙吏皆從輕發落，造成各地吏治敗壞，也包括臺灣在內。康熙60年（1721年）爆發的朱一貴事件便顯現出當時臺灣官員無能腐敗問題。雍正皇帝即位之後大力整頓，吏治風氣一度好轉，但雍正皇帝在位13年後人亡政息，1735年即位的乾隆皇帝對臺灣並無心思經營，大多採取放任政策，臺灣長年皆處於吏治敗壞的狀態，才會導致當地械鬥四起、民亂不斷，尤以乾隆51年（1786年）的林爽文事件、同治元年（1862年）的戴潮春事件為幟。:95-96:61-62
乾隆51年（1786年）的林爽文事件弭平之後，乾隆皇帝肯定諸羅縣軍民在這場亂事中同心戮力、抗敵有功的表現，乾隆52年（1787年）「諸羅縣」更名為「嘉義縣」，乃取「嘉勉其義」之意，但臺灣行政設置仍保持「一府四縣二廳」，並未變動。:91-92
直到嘉慶初年，漳籍的吳沙率領漳州、泉州、粵籍人士向今宜蘭地區開墾，侵占噶瑪蘭族土地，造成當地原漢糾紛甚多，實有新設行政官廳的必要，朝廷遂在嘉慶16年（1811年）增設「噶瑪蘭廳」，正式將宜蘭地區納入清朝行政版圖；爾後又延續牡丹社事件爆發之後的同治13年（1874年），長達六十多年時間行政機關未再有變動。:91-92
道光年間，曾任臺灣道、福建巡撫的徐宗幹便曾對臺灣吏治之敗壞提出四大原因：其一，地理位置孤懸海外，官員若自行其是，上級監督不易、其二，因朝廷採行「本籍迴避政策」，派駐臺灣的官員不諳臺灣普遍的通行語，和下層民眾言語不通，下情無法上達，雙方易有誤會、其三，官員俸祿極其微薄，以致貪汙受賄，乃至於官商豪族勾結情事層出不窮、其四，官衙辦公經費匱乏，凡招募人事、公共建設經辦等，多令主事者往往有心無力，又或因循苟且，得過且過:96，故徐宗幹才有臺灣「三年一大反，五年一大亂」之喻。
臺灣可考民變紀錄根據許文雄〈十八及十九世紀台灣民變和社會結構〉一文統計，總計為107次:67，茲舉乾隆朝60年計29次、嘉慶朝25年計20次、道光朝30年計34次:126-136等等，尚不包括鄉里之間難以計次的族群械鬥（閩客械鬥、泉漳械鬥以及原漢衝突）:63-67，足見18世紀中葉之後臺灣社會的動盪不安。但也有一群平民藉由協助朝廷平亂促成階級流動，因功受封官銜、官職，或獲取土地、特權，進而躍昇為土豪世族之事例，諸如霧峰林家（林朝棟）、鹿港楊家（楊振文）、新竹鄭家（鄭崇和）和雲林張家（張士箱）等。
除此之外，臺灣在18世紀中葉後，西部漢人人口數業已逼近200萬，清朝政府雖採「原漢隔離」的政策，明文禁止漢人侵犯原住民土地，交界處設有土牛、石牌、紅線等，但保護地權整體效果不彰，大部分的土地仍落入漢籍業戶手中。:58-59西部平埔族群（道卡斯、巴宰、巴布拉、巴布薩以及洪雅族）面臨漢人的墾伐，獵場漸失，只得選擇遠離故土，集體遷徙至丘陵、內山等區域居住，而未隨同胞遷移的平埔族人，只得依附漢人，或與其通婚，於是文化及語言也漸趨漢化。:88-100
19世紀中葉以後（約莫道光皇帝末期、咸豐皇帝在位時期），清帝國內地接連面對鴉片戰爭、英法聯軍、太平天國之亂等問題，朝廷應付內憂外患業已自顧不暇，難以付諸心力經營東南一隅的臺灣，直到同治十三年（1874年），日本帝國進犯臺灣爆發牡丹社事件之後，朝廷重臣因恭親王奕訢、李鴻章、左宗棠帶起一場「海防與塞防之爭」的朝廷議論，嗣後才有沈葆楨主導南洋海防，並遠赴臺灣經辦政務、大興變革之情事。
沈葆楨自同治13年（1874年）5月份受命為欽差大臣，被派往臺灣前線，處理與日軍談判〈北京專約〉之事，直到該年年底日軍全部撤退期間，足以令沈氏對臺事務頗有涉獵。其後，沈葆楨提出多項治臺方略，獲得朝廷批准，自翌年光緒元年（1875年）之後，清廷兼採「鞏固海防（沿海、臺灣）」與「塞防（蒙古、新疆）」之國策，對臺灣治理轉入積極。:93

### 關於「消極說」論點的爭議
台灣史學界多認為清廷初期對台的方針是「消極治理」，然而美國學者邵式柏（John Robert Shepherd）對「消極說」提出批判，使其專書成為臺灣史研究者經常引用的書籍。邵式柏直指消極說是來自於多種不同立場的政治正確議題而非事實，並以系統性比較台灣與其他邊疆地區，如在臺灣派遣許多縣丞，比例高於帝國其餘各地，甚至也在本島派遣重兵。另外清廷也派遣經驗豐富的官員制訂政策並試圖落實，務求盡量擴充台灣稅收潛力，及減低控制成本。總總顯示清廷在台灣投下大量成本心力，而非忽視台灣。邵式柏更指出台灣的「械鬥」問題並沒有比大陸沿海各省更猖獗，羅漢腳也是中國許多邊疆地區所共有的。中研院學者康豹（Paul R. Katz）認為邵式柏提出令人信服的主張，來說清帝國其實是積極治理臺灣等邊疆地區。台灣史學者翁佳音認為此論點修正清朝視臺灣為邊疆、無足輕重，以及統治官僚顢頇無能的通說。

## 積極治理時期

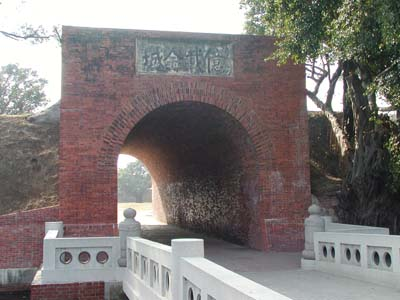
沈葆楨於1874年於台南海濱所建億載金城，為清廷力圖振作的產物

中華民國歷史教科書普遍視1874年的牡丹社事件為消極轉積極的關鍵，然另有史料著述如下。
沈葆楨到任不足一年，被提升為兩江總督兼通商大臣而離開台灣，以致其改革構想未完全實現，但由其繼任者、福建巡撫丁日昌繼承下來。丁日昌和沈葆楨一樣是屬於清末改革運動、「洋務運動」的推行者。其施政計劃，包括把沈葆楨的政策推進更上一層外，為強化台灣內部以及與清廷的連繫，敷設通信用電線，以及在基隆至恒春之間建設縱貫鐵路等。但是，丁日昌的任期也很短，在任中所實現的主要業績，只有台南與打狗間及台南（府城）與安平間、合計九十五公里的通信電報用電線敷設而已。
第一次鴉片戰爭之後，清廷認為列強對清領土及屬地抱有企圖。日本出兵台灣（即牡丹社事件）以後，直接以武力攻擊台灣的是法國。清朝為了保護藩屬國越南與法國發生中法戰爭，1884年四月派艦隊強行侵入基隆港，除測量港灣外，並強制購買煤炭。同年八月，又登陸基隆將砲台加以破壞，並在市街遊行威嚇後撤退。其後，又於九月攻擊基隆及淡水、十一月至翌年（一八八五年）二月期間，反覆地攻擊基隆周圍，法軍一時也曾佔領。但是結果未能完全佔據台灣北部，於是將目標轉向防衛較弱的澎湖島，1885年三月底佔領澎湖。及至四月中旬，以越南成為法國的保護國為前提，成立清法兩國停戰協定，解除對台灣海上的封鎖並由澎湖島撤兵。這次法國對台灣的軍事行動，使清廷認識台灣的重要性，成為台灣建省的關鍵。

### 來自英國的壓力（1841年－1868年）
大清帝國與英國的鴉片戰爭期間，自1841年9月起英國艦隊數度出現台灣外海，試圖佔領北部基隆港與西海岸中部梧棲港，但都沒有成功。接著於1854年7月，剛與日本締結親善條約由培理率領的美國東洋艦隊在基隆港停泊約十日間，借口搜尋失蹤水兵，登陸勘查基隆煤礦。培理返國後，提出報告力陳台灣適合作為美國的遠東貿易中繼站，台灣有如圍繞佛羅里達半島和猶加敦半島、制御墨西哥灣的古巴，主張加以佔領。培理的主張雖未實現，但其報告卻引起歐洲各國對台灣的注意。
此後，於1856年10月在廣州發生亞羅號事件，為處理善後，於1858年6月締結天津條約。依據天津條約，清廷將台灣的淡水（1862年）、基隆（1863年）安平、打狗（今日之高雄）均於1864年陸續開放，並且允許宣教士來台傳播基督教。
開港同時，歐美各國商人開始進出通商港口，傳教師也陸續來台，並與居民頻頻發生摩擦與糾紛。自處理1868年英國商人因收集樟腦發生的糾紛(詳見:樟腦戰爭)以後，清朝官憲在英國艦砲威脅之下，都以委曲求全的方式解決。那時所締結協定的概要是：
1. 廢止樟腦官營，容許外國人及其雇員自由買賣，
2. 准許外國商人在台灣旅行，
3. 賠償過去教會的損失，禁止居民對基督教誹謗，
4. 宣教師有權在台灣各地居住與傳教，
5. 本地人與外國人的糾紛，應由清朝官憲與英國領事共同裁判等等。

雖是與英國的協定，但也適用於其他列強。這樣一來，各國與清廷所締結的不平等條約，也一併適用於台灣了。自此台灣經濟成為世界經濟的一環，由北部淡水及基隆輸出茶與樟腦，由南部安平及打狗輸出砂糖，輸入即以鴉片與雜貨為主。

### 來自日本的壓力（1871年－1873年）
日本於明治維新後，於1871年，發生琉球宮古島的居民六十六名漂流至南台灣恆春半島、其中五十四名因誤闖原住民領土，被高士佛社的排灣族殺害、剩下十二名脫險返國的「宮古島民台灣遇害事件」。琉球同時受到日本及清朝的保護，日本以「懲辦兇手」為藉口，出兵台灣，1874年攻打排灣族牡丹社諸社，即「牡丹社事件」。日本政府利用此事件，以及小田縣民於卑南族領地之事件，使清朝承認牡丹社事件，日本出兵台灣為「保民義舉」，令日本領有琉球的承認，並將勢力擴及台灣。翌年1872年，日本政府設領事進駐福州探窺台灣情形，並暗地裡派遣陸軍少校樺山資紀（後為首任台灣總督。）與在中國留學的水野遵到台，做實地調查。與此同時，以破例年薪一萬二千銀元將美國前駐廈門領事、精通台灣事務的李仙得  (C.W. LeGendre) 聘為外務省顧問，進行向台灣出兵的準備。對李仙得甚至答應將來任命他為台灣總督。
李仙得1867年於廈門領事任內，與南台灣的瑯嶠十八社頭目卓杞篤之間締結有關救助海難的約定。當時在台灣南部海上，美國船之外有多數外國船遇難，遭難者擅闖原住民領土，而被部落處決的事件頻頻發生，而清廷表明原住民與其所居住區域為「化外之民、化外之地」非清朝領土，而是屬原住民的領土範圍，所以李仙得直接與卓杞篤接觸並締結約定。
日本外交大臣副島種臣於1873年3月赴北京交換「日清修好條規」批准書時，為牡丹社事件向清廷提出交涉。清廷以台灣居民係「化外之民」，該地區屬於「教化未及之地」，劃清牡丹社事件之責任。受此回應，日本政府即於1874年4月，任命陸軍中將西鄉從道為台灣蕃地事務都督、大隈重信為台灣蕃地事務局長、李仙得為事務局二等官，做為出兵台灣的首腦陣容。由西鄉率領日軍，同年五月十七日由長崎出發，二十二日在台灣南部的恒春附近登陸。雖然受到瘟疫與台灣原住民游擊式反擊，仍於6月成功地佔領恒春半島。
西鄉等佔領台灣南部期間，日本政府派遣大久保利通為全權大使，由李仙得陪伴前往清朝，重覆交涉的結果，於同年十月三十一日締結「北京專約」，清廷以購買日軍所建房舍道路名義付日本五十萬兩銀錢，而日本則答應由台灣撤兵。清廷在條約中稱日本出兵台灣是「保民義舉」，並且同意支付受害者遺族慰問金十萬兩白銀。其中保民所指為「日本國小田縣民」，但日本片面解釋為清廷對琉球屬日的承認。
日本出兵台灣，成為清廷的一種警訊。清廷在日軍到達台灣後的1874年五月二十七日，迅速任命沈葆楨為「欽差兼辦理台灣海防事務大臣」並派遣來台。沈葆楨由船艦兵員隨伴，於同年六月十七日到達台灣，顯著地強化台灣的防衛力量。不過，沈葆楨的任務非要與日本一戰，而是要積極使台灣發展。

### 中法戰爭與臺灣建省
在中法戰爭中，清廷於1884年六月授與前直隸陸路提督劉銘傳巡撫頭銜，使其負責台灣的行政與軍務。同年七月，劉銘傳到達台灣，因鑑於北部遭受法軍攻擊的情勢，親自駐守台北。劉銘傳就任管轄台灣及福建的福建巡撫時，向朝廷建議台灣與福建分離被採納，1885年十月台灣成為獨立的「福建臺灣省」，劉銘傳被委任為第一任台灣巡撫。福建台灣省成立後，立即修改行政區劃：台灣省之下，設台東直隸州與管轄淡水縣、新竹縣、宜蘭縣、基隆廳的台北府，管轄台灣縣、彰化縣、雲林縣、苗栗縣及埔里社廳的台灣府，管轄安平縣、嘉義縣、鳳山縣、恒春縣及澎湖廳的台南府等三府十一縣三廳一直隸州。將臺灣省省會定於台灣縣（今臺中市）。此時重編之行政區域，成為後來台灣總督府以及戰後劃分行政區的基礎。劉銘傳創設直屬台灣省的三十幾個機構，又把原來的機構加以改組。其中比較重要的有徵收稅租的稅厘總局、負責樟腦專賣的腦務總局、徵收茶稅的茶厘總局、負責食鹽生產與徵稅的鹽務總局、推行煤炭採掘的煤務局、促進海上運輸與管理的輪船局、推行開拓與開墾的撫墾局、負責公眾衛生與疾病治療的官醫局等等。幾乎所有這些機構，雖然名稱有所改變，都被日治時代的台灣總督府繼承下來。

### 清治時期最後的十年建設（1886年－1895年）

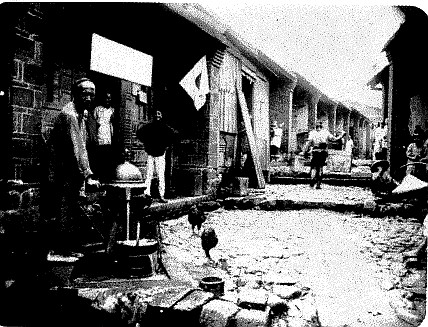
1895年的台灣淡水

劉銘傳的改革，係以居民自己負擔為原則，可說是一種「就地取材主義」，並非來自中央投資。當時台灣的財政主要依靠地租，劉銘傳採取清賦措施，向朝廷上奏「三至五年之後，將以台灣之財收自給自足」云。劉銘傳於光緒十二年（1886年）四月，設清賦總局於台北，三個月內完成居民的人口調查，並進行兼具治安目的的「保甲」編制。保甲制度即是，以「甲」為單位，將居民置於連坐制之下加以管理，以十戶為一甲、十甲為一保，甲有甲長、保即設保正。人口調查完成後，隨即著手土地的調查，確定土地及田的所有者，摘發漏稅的「隱田」，並確定其所有權人。這樣一來，地租收入一舉由不到五十萬兩增至六七‧五萬兩，但清賦事業做得不徹底。而所做的台灣人口調查與土地調查，成為日治時代的人口調查及土地調查的基礎。
鐵路事業方面，當初雖然計劃從基隆至台南敷設縱貫鐵路，但因為資金不足及劉銘傳離職，故僅敷設基隆到台北約三十二公里，光緒十九年（1893年）二月又完成到新竹約六十七公里。
劉銘傳於光緒十七年（1891年）六月，告病辭官回鄉。繼任的福建臺灣巡撫邵友濂，基於地方財政問題，因而未能承繼劉銘傳之改革事業，其改革事業遂中途而廢。而後，於二十年（1894年）十二月邵友濂離職，代之由唐景崧就任福建臺灣巡撫。　
台灣建省還不到十年，中日甲午戰爭（1894年－1895年）後中日簽訂馬關條約，將台灣和澎湖之主權割讓給了勃興中的日本，在經過台民與臺灣民主國短暫抵抗後，進入台灣日治時期。
據《清史稿》記載：「光緒...二十一年，棄臺灣，省巡撫。」「日索交臺灣益亟，朝旨命臺灣巡撫唐景崧交臺，臺民洶洶欲變，並引公法力爭。」

## 晚清治臺官員
晚清治臺官員有沈葆楨、王凱泰、丁日昌、吳贊誠、裕寬、李明墀、勒方錡、岑毓英、張兆棟、劉銘傳、邵友濂、唐景崧。
| 姓名   | 職銜                                                 | 任期                                           | 駐臺期間 | 資料來源                              |
| ------ | ---------------------------------------------------- | ---------------------------------------------- | --- | ------------------------------------- |
| 沈葆楨 | 欽差辦理臺灣等處海防兼理各國事務大臣（原職船政大臣） | 同治十三年四月十四日至光緒元年四月二十六日     | 同治十三年五月四日抵臺，十二月二十四日內渡。光緒元年元月十三日渡臺，七月廿二日內渡升任兩江總督兼南洋大臣。     | 沈文肅公政書 清德宗實錄               |
| 王凱泰 | 福建巡撫                                             | 同治九年七月二十二日至光緒元年十月二十三日     | 光緒元年五月十七日抵臺。光緒元年十月十一日扶病內渡，二十三日去世。                                             | 清德宗實錄及申報                      |
| 丁日昌 | 福建巡撫                                             | 光緒元年十一月十四日至光緒四年四月六日         | 光緒二年十一月十八日抵臺，光緒三年三月病假回省調理，不復再出。但直至光緒四年四月方正式退休。                   | 清德宗實錄                            |
| 吳贊誠 | 船政大臣 （暫行接辦臺防）                            | 光緒三年三月二十五日至光緒四年四月七日         | 光緒三年四月二十五日渡臺。光緒三年七月二十四日內渡。光緒四年九月一日渡臺。                                     | 吳光祿使閩奏稿選錄                    |
| 吳贊誠 | 署福建巡撫 （本職船政大臣）                          | 光緒四年四月七日至同年十月二十二日             | 光緒四年十一月十五日內渡。因病留辦船政。                                                                       | 吳光祿使閩奏稿選錄                    |
| 裕寬   | 福建巡撫                                             | 光緒四年十月二十二日至光緒五年正月二十四日     | 未到任（改調廣東巡撫）                                                                                         | 清德宗實錄清史稿疆臣年表              |
| 李明墀 | 署福建巡撫 （本職福建布政使）                        | 光緒四年十月二十二日至光緒五年四月三十日       | 未渡臺（調升湖南巡撫）                                                                                         | 清德宗實錄                            |
| 勒方錡 | 福建巡撫                                             | 光緒五年四月三十日至光緒七年四月八日           | 光緒六年十月二十一日渡臺，光緒六年十二月內渡。                                                                 | 清德宗實錄清光緒朝中日交涉史料        |
| 岑毓英 | 福建巡撫                                             | 光緒七年四月八日至光緒八年五月七日             | 光緒七年閏七月十三日渡臺，同年九月初三日回抵省城。 光緒七年十一月初八日渡臺，光緒八年三月十一日內渡。          | 岑襄勤公奏稿                          |
| 張兆棟 | 福建巡撫                                             | 光緒八年五月七日至光緒十年九月十一日           | 曾渡臺巡閱。                                                                                                   | 清德宗實錄                            |
| 劉銘傳 | 巡撫銜督辦臺灣事務                                   | 光緒十年閏五月初四日至光緒十年九月十一日       | 光緒十年閏五月二十四日抵臺，駐臺督辦臺灣事務。                                                                 | 劉壯肅公奏議《卷三保臺略》 清德宗實錄 |
| 劉銘傳 | 福建巡撫                                             | 光緒十年九月十一日至光緒十一年九月初五日       | 光緒十一年九月初五日懿旨：福建巡撫改為臺灣巡撫，常川駐紮，福建巡撫事，閩浙總督兼管，一切改設事宜該督詳細籌議。 | 劉壯肅公奏議《卷三保臺略》 清德宗實錄 |
| 劉銘傳 | 福建臺灣巡撫                                         | 光緒十一年九月初五日至光緒十七年三月二十七日   | 光緒十一年十一月十二日諭：臺灣雖設行省，必須與福建聯成一氣如甘肅、新疆之制。                                   | 劉壯肅公奏議《卷三保臺略》 清德宗實錄 |
| 劉銘傳 | 福建臺灣巡撫幫辦海軍事務                             | 光緒十六年三月初二日至光緒十七年三月二十七日   | 光緒十一年十一月十二日諭：臺灣雖設行省，必須與福建聯成一氣如甘肅、新疆之制。                                   | 劉壯肅公奏議《卷三保臺略》 清德宗實錄 |
| 邵友濂 | 福建臺灣巡撫                                         | 光緒十七年四月初二日至光緒二十年九月十五日     | 常川駐臺。 光緒二十年九月十五日調署湖南巡撫。                                                                  | 清德宗實錄                            |
| 唐景崧 | 署福建臺灣巡撫（本職福建臺灣布政使）                 | 光緒二十年九月十五日至光緒二十一年三月二十三日 | 光緒二十一年三月二十三日訂定馬關條約，四月二十六日，將唐景崧開缺，令來京陞電，並令文武官員陸續內渡。           | 清德宗實錄                            |

## 行政區劃

### 隸屬福建省時期
清朝康熙年間將台灣納入版圖後設立了臺廈道，與廈門共署，並同時隸屬於當時的福建省。道為清朝行政區劃之一，其地位在省與府之間，而總管廈門與臺灣的臺廈道道署設於廈門。1684年（康熙23年），臺廈道轄下設一府三縣：台灣島與澎湖群島屬台灣府，新港溪（今鹽水溪）以北為諸羅縣，新港溪至二仁溪之間為臺灣縣，二仁溪以南為鳳山縣
1723年（雍正元年），臺廈道更名為臺灣道，下轄一府四縣一廳：將諸羅縣之虎尾溪以北增設彰化縣，另設淡水同知兼巡北路。
1727年（雍正5年）臺灣道正式與廈門分離，並將道署移署於臺南。臺灣道設一府四縣二廳，包括新成立的澎湖廳。
1731年（雍正9年），彰化縣之大甲溪以北正式劃歸淡水廳。
1787年（乾隆52年）平定林爽文起義後，將諸羅縣改名為嘉義縣。
1811年（嘉慶16年）增設噶瑪蘭廳。
1875年（光緒元年），臺灣增設為二府八縣四廳。新設立的臺北府下轄三縣一廳，即宜蘭縣、淡水縣、新竹縣及基隆廳。臺灣府下轄五縣三廳，即彰化縣、嘉義縣、臺灣縣、鳳山縣、恆春縣、卑南廳、澎湖廳及埔里社廳。

### 臺灣省時期
1885年（光緒11年）朝廷敕命臺灣建省，設二府八縣四廳。
1887年（光緒13年）臺灣才獨立設省，因為與福建省仍有部分行政業務，因此官方正式名稱稱為福建臺灣省，不過一般仍稱分治後的臺灣為臺灣省。臺灣建省之後下設臺北府、臺灣府、臺南府三府，此時的「臺灣府」範圍約是現今的臺灣中部地區。
| 臺灣省 |        |        |        |                    |                    |                    |                    |                    |                    |                    |                    |
| 臺北府 | 臺北府 | 臺北府 | 臺北府 | 臺灣府（設於臺南） | 臺灣府（設於臺南） | 臺灣府（設於臺南） | 臺灣府（設於臺南） | 臺灣府（設於臺南） | 臺灣府（設於臺南） | 臺灣府（設於臺南） | 臺灣府（設於臺南） |
| 宜蘭縣 | 基隆廳 | 淡水縣 | 新竹縣 | 臺灣縣             | 嘉義縣             | 鳳山縣             | 彰化縣             | 澎湖廳             | 恆春縣             | 卑南廳             | 埔里社廳           |

1887年（光緒13年）臺灣方能正式建省，設三府十一縣三廳一直隸州：省城擇於原彰化縣橋仔圖(今臺中市)，並於省城所在地新設臺灣府及臺灣縣，原臺灣府改稱臺南府，原臺灣縣改稱安平縣。
| 臺灣省 |        |        |        |                  |                  |                  |                  |                  |        |        |        |        |        |            |
| 臺北府 | 臺北府 | 臺北府 | 臺北府 | 臺灣府(設於臺中) | 臺灣府(設於臺中) | 臺灣府(設於臺中) | 臺灣府(設於臺中) | 臺灣府(設於臺中) | 臺南府 | 臺南府 | 臺南府 | 臺南府 | 臺南府 | 臺東直隸州 |
| 宜蘭縣 | 基隆廳 | 淡水縣 | 新竹縣 | 臺灣縣           | 彰化縣           | 埔里社廳         | 苗栗縣           | 雲林縣           | 嘉義縣 | 安平縣 | 鳳山縣 | 恆春縣 | 澎湖廳 |            |

1894年（光緒20年）臺北府增設南雅廳，臺灣形成三府十一縣四廳一直隸州。
| 臺灣省 |        |        |        |        |        |        |          |        |        |        |        |        |        |        |            |
| 臺北府 | 臺北府 | 臺北府 | 臺北府 | 臺北府 | 臺灣府 | 臺灣府 | 臺灣府   | 臺灣府 | 臺灣府 | 臺南府 | 臺南府 | 臺南府 | 臺南府 | 臺南府 | 臺東直隸州 |
| 宜蘭縣 | 基隆廳 | 淡水縣 | 新竹縣 | 南雅廳 | 臺灣縣 | 彰化縣 | 埔里社廳 | 苗栗縣 | 雲林縣 | 嘉義縣 | 安平縣 | 鳳山縣 | 恆春縣 | 澎湖廳 |            |

## 建省後歷任巡撫
台灣建省僅十年。
- 劉銘傳（第一任巡撫）：1885年9月10日－1891年2月27日
- 沈應奎（以臺灣布政使代巡撫）：1891年4月28日－1891年10月15日
- 邵友濂（第二任巡撫）：1891年10月16日－1894年9月15日
- 唐景崧（第三任、末任巡撫）：1894年9月16日－1895年3月23日

## 在台政策
實施剃髮易服政策直到日治時期廢除。而台灣方面所稱呼的唐山人包含清朝派到台灣的文武官員。

### 義民
清朝中葉，原有的八旗、綠營等世襲的職業正規軍隊已不堪作戰。因此地方官府遇事警，往往改以就地臨時徵募鄉民，組成「鄉兵」來彌平事變 。再加上清代臺灣墾民之間分類意識強烈，每當亂起，和變民不同原籍的墾民往往必須自組鄉勇以對抗變民。此皆「義民」形成的背景。

而也有如曾任彰化縣令的王璽在其所著的《彰化縣志》中所表達的：「負販食力之輩，一旦地方有變，無他營生，其相率而為賊者此民，其向義而從軍者亦此民。故欲散賊黨以殺其勢者，惟招募義民，最為上策。我軍多一義民，即賊人少一夥黨」。其完整的意思是：那些以勞力謀生的人，當地方有事變的時候，會因亂起而失去生計，最後有可能因無法謀生而跟著附眾起事，也有可能因希冀恢復生計，而成為義民來穩定秩序。所以招募義民，可以避免那些因變亂而無從謀生的人，最後也跟著成為變民。
乾隆一朝，漳、泉、客、原四籍墾民都有獲乾隆或頒匾額或賜名。客家籍義民獲頒「褒忠」匾額、泉州府籍義民獲頒「旌義」匾額、漳州府籍義民獲賜名為「思義村」，而原住民也有獲頒「效順」匾額。然而對於為鄉土而犧牲的祖先們，只有客籍墾民將他們對這些祖先的尊崇和感謝轉化成為義民爺的信仰。
1786年，福建省臺灣府發生林爽文事件，數萬與林爽文同為漳州籍的群眾加入民變，後因軍紀不良，百姓以鄉勇的形式組織義民軍保衛家鄉。在陳資雲領導下，轉戰新竹、苗栗、台中、彰化等地。事件平定後，新竹士紳王廷昌出資僱工撿集死難骨骸共二百多具，合葬於枋寮。其後王廷昌、林先坤、黃宗旺、吳立貴等，在戴元玖家族的捐地下，集資建塚立廟以祭祀（即今新竹縣新埔義民廟）。
1894年，中日「甲午戰爭」爆發，清廷戰敗，簽訂「馬關條約」，將台灣、澎湖割讓日本。在乙未戰爭中因抗日保臺而犧牲的忠靈亦受到新竹縣新埔鎮「褒忠亭義民廟」的祭祀。

### 開山撫番

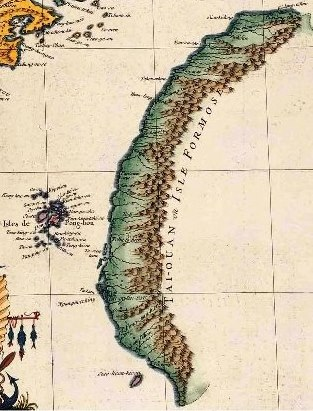
法國人所繪清廷實際控制區域（土牛界線以西）

清朝經牡丹社事件（1874年）的刺激，日本大舉入侵臺灣，是以「番地」並非隸屬清朝版圖為藉口。自此，清廷治臺政策改弦更張，轉而積極經營，歷任來臺的大員沈葆楨、丁日昌及劉銘傳，相繼推行「開山撫番」等各種措施，希望能使臺灣山區與東部也納入清朝版圖，以杜絕外國入侵的口實。但最終直至馬關條約之前，清朝都仍未成功控制台灣大部分山區。
沈葆禎上奏朝廷開禁後山，廢除清朝人渡臺各種禁令，鼓勵移民至後山開墾；開闢北路、中路、南路三條由前山到後山的道路，並任命幹員先行撫番。其開山步驟為：屯兵衛，利林木，焚草萊，通水道，定壤則，招墾戶，給牛種，立村堡，設隘碉，致工商，建城郭，設郵驛，置廨署；撫番計劃為：選土目，查番戶，定番業，通語言，禁仇殺，教耕稼，修道途，給茶鹽，剃髮令，設番學，變風俗。
光緒二年（1876年）福建巡撫丁日昌至臺主持臺灣事務，三年（1877年）三月釐定「撫番開山善後章程二十一款」。
但在「撫番」期間，清廷對於不服統治的原住民，採用武力征討，以軍隊侵略原住民部落，或是欺詐誘殺不斷，許多原住民部落，不是被滅族，就是逃離原本的活動領域，往深山遷徙，然後將漢人移往原住民區域開墾，剝奪原住民生存空間，也導致原漢關係的緊張不斷，因此此政策之實施也可視為清政權與原住民政權一系列戰爭的導火線。

### 賦稅
台灣位處海外，錢糧轉運成本高；白銀流通量少，銀錢比價高；且處於開拓階段，多屯墾莊園、原住民番社，稻米產量不足；為因應與中國本土之差異，各項稅賦有所調整。「台灣田賦與中土異者，中土止有田，台灣兼有園，中土俱納米，而台灣止納穀，中土改折（折銀），台灣止納本色（穀物）。」康熙二十二年（1683年）平定臺灣之後定漢人田地田賦每年「田每甲徵榖谷八石八斗，園四石」，丁銀則維持明鄭稅率「循鄭氏之舊，每丁歲徵銀四錢八分六厘」。
然而實施之後卻發生佃農以多報少而造成實際田賦比內陸省份還重，雍正五年（1727年）巡臺御史尹秦奏陳五項原因：「開臺之後。地方有司照租徵糧，而業戶以租交糧，致無餘粒，勢不得不將成熟之田園，以多報少。欺隱之田，倍於報墾之數。臣等細訪，向來任其欺隱不行清查之故，則其說有五：現征科則，計畝分算，數倍於內地之糧額。若非以多報少，不能完納正供，一也。臺灣沙地，每歲夏秋大雨，山水奔瀉，沖為澗壑，流沙壅積，熟田亦為荒壤。若非以多報少，將何以補苴虧缺，二也。臺地依山臨海，田園並無堤岸保障，海風稍大，鹹水湧入，田園鹵浸，必俟數年，鹹味盡去之後，方可耕種。若非以多報少，何以抵納官糧。臺地土脈炎熱，不宜施肥，二三年後，力薄寡收，便須荒棄兩歲，然後耕耘。若非以多報少，焉能輸將公課，四也。台灣佃丁皆系漳、泉、惠、潮之客民，因貪地寬，可以私墾，故冒險渡來。設使按畝清查，以租作糧，則力不能支，勢必各回原籍，以致田園荒廢，額賦虛懸，五也。」
乾隆九年（1744年）下詔：「臺灣田園已照同安則例，後經部議以同安科則過輕，應將臺地新墾之田園，按照臺灣舊額輸納。朕念臺民遠隔海洋，應加薄賦，以昭優恤。除從前開墾田園，照依舊額，毋庸減則外，其雍正七年以後報墾之地，仍遵雍正九年奉旨之案辦理，其已照同安下則徵收者，亦不必再議加減。至嗣後墾闢田園，令地方官確勘肥瘠，酌量實在科則，照同安則例，分別上中下，定額徵收，俾台民輸納寬舒，以昭加惠邊方之至意。」大幅減輕稅率。
光緒十一年（1885年）建省後福建臺灣巡撫劉銘傳在其奏摺中陳述臺灣稅輕：「乾隆元年（1736年），欽奉恩諭，臺灣丁糧著照內地分中減則，每丁徵銀二錢，以舒民力，歲徵銀三千七百六十餘兩。及十二年（1747年），乃議勻入田園徵收，其番眾所耕田地，概免完賦，照舊就丁納糧。至道光間，通計全台墾熟田園凡有三萬八千一百餘甲，又三千二十一頃五十餘畝，谷種折地一千四百三十畝，年征粟二十萬五千六百餘石，租番銀一萬八千七百餘圓。至今已數十年，墾熟田園較前多至數倍，統計全臺之額，僅徵額銀一萬五千七百四十六兩，洋銀一萬八千六百六十九圓，又榖十九萬八千五十七石，久無報丈升科。伏維我朝輕徭薄賦，亙古所無，而於臺灣一島尤為寬厚。雍正、乾隆間，屢奉恩諭，台灣賦稅，不准議加。」
另外也說明國家稅收少但佃農負擔田賦甚重，是因受地主士紳剝削：「臣渡台以來，詳查民間賦稅，較之內地毫不輕減。而詢其底蘊，全系紳士包攬。若某處有田可墾，先由墾首遞稟，承攬包墾，然後分給墾戶。墾首不費一錢，僅遞一稟，墾熟之後，每年抽租一成，名曰大租，又有屯租、隘租各項名目，而糧課正供毫無續報升科。如台北淡水田園三百餘里，僅征糧一萬三千餘石，私升隱匿，不可勝計。」隨即奏請清理田賦。
另外許多經濟作物也是課徵錢糧的替代品，如道光二十五年（1845年）閩浙總督劉韻珂上奏：「臺灣號稱殷富，開闢則地利較溥，他如木料、茶葉、樟腦、藥材等物，為數更屬不少，通商惠工足以興利。」
對原住民則課徵「番課」；已歸化的原住民番社所有的田地，不徵收田賦，只徵收人頭稅「丁口餉」，徵收的稅額以穀折算，以番地收成的米糧代替繳納，又稱「番餉」；已歸化但尚未漢化的番社，則沿用荷蘭、明鄭時期制度，准用鹿皮繳納，稱「輸餉」。光緒十三年（1887年），巡撫劉銘傳奏准廢止課徵番餉。
因清朝統治區之原住民地不徵收田賦，漢人往往極盡所能取得原住民地權利。按規定，墾戶開墾無主之地必須向官府申請、註冊稅籍，若要取得原住民土地使用權，則須自行與原住民協商訂立契約方得耕種。雍正三年（1725年）定番地開墾，准照普通佃農大租規定繳納定額比率的租金與田賦，此種漢人租用番地的租金稱為「番租」或「番大租」。這類土地契約名目繁多，有「招墾」、「佃租」、「永耕」（永佃權）等，由於原住民沒有文字，契約通常用漢字寫成，漢人欺詐不懂漢字的原住民侵奪土地，訴訟時原住民因契約明訂而敗訴。清朝政府為減少原住民和漢人衝突而多次重申漢人入山之禁令、強化契約證人制度等措施，但平埔族人民土地所有權仍然大量流失。

### 移民政策
清朝統治台灣之初，先是將十幾萬在荷、鄭時期就已居住在台灣的居民強制遣返閩、粵等原籍，又厲行渡臺禁令，對大陸人民移民台灣嚴格限制，禁止攜帶家眷，因為粵東人在中國大陸屢次幫助鄭軍對抗清軍，更是禁止渡臺，於是臺灣客家人人口數因此大幅落後同時移民台灣的泉州人及漳州人，而在日後分類械鬥中失利並退出平原。渡台者多半為單身男子，或是已有家眷，但受限制無法攜帶妻子來台的已婚男子。「饑來飽去」，「人眾不下數十萬，皆無妻孥」，「春季赴台耕種，秋收回籍」。並且清朝本身即有多次下令「原漢禁婚」，以求解決漢人利用原住民招贅與繼承習俗侵奪原住民部落所有土地的問題。從推測作於嘉慶、道光年間的渡臺悲歌中，一面描述渡海經驗的輕鬆「順風相送都容易，三日兩夜過臺灣」，一面描述在臺灣開墾生活的艱辛。總計清領時期，台灣共有六大移墾勢力：三邑人、同安人、安溪人、漳州人、四縣客、海陸客。其他較小勢力，往往依附在其底下。

### 原住民政策
清朝時期對台灣的開發局限於西部平原和宜蘭平原，而不及於山岳地帶。漢化較深的原住民被稱為「熟番」，漢化較淺的原住民被稱為「生番」。漢人在拓墾過程中侵占原住民土地，或因文化隔閡彼此冒犯，乃至從事不誠實的交易，因此常有原漢衝突產生。清廷對於原住民問題採「畫界封山」政策，劃定「番界」，並設石碑於界線，將漢人以及原住民隔離，同時也設「理番同知」一官調節其紛爭。但因政策未徹底落實，原住民吃虧。所以原住民土地時常被明爭暗奪，漢人仍越過「番界」來農耕、經商，衝突仍十分頻繁。

### 無防備之敵境孤島
由於清廷據有臺灣純係因據有台灣可為中國東南沿海四省的屏障，以及預防漢族渡海割據，成為反清力量的根據地。因此在澎湖駐屯重兵達一萬多人，而台灣本島則有班兵制度與台灣不築城，也禁止台灣人服兵役，更嚴禁私製武器、組織會黨。
當時清廷在台駐軍皆由大陸調派，每三年調動一次，即為班兵制度。

## 反抗事件
在清朝治台的212年中間，發生多次反抗事件，伊能嘉矩在其著作《臺灣文化志》中表示，清朝兩百餘年的統治，實際上就是「對移民叛亂的鎮壓和漫無計劃的綏撫工作的歷史」。在這段期間，百姓暴動頻起，總計發生了百餘次反抗事件，其中大規模者達三、四十起，俗諺稱台灣「三年一小反，五年一大亂」。在這些武裝起義或騷擾事件當中，1721年的朱一貴事件（國號永和）、1786年的林爽文事件、以及1862年的戴潮春事件，被稱為清朝統治下台灣的三大「叛亂案」。
發生這些叛亂的主因，不外乎清廷從大陸派來的官吏素質粗劣、官民間語言的隔閡、以及清廷對台灣住民的高壓政策等；另外，還有台灣男女比例懸殊之說。然而，如果我們論及這些動亂和台灣意識之發展的關係的話，雖然史明（1980，200）宣稱這些動亂「在實質上，已經非常合乎近代殖民地解放的革命理念」，且有史料證明，清治臺灣三大叛亂案主角或多或少都與洪門天地會有關，且辛亥革命領導人之一譚人鳳在《社團改進會意見書》中寫道：「革命（辛亥革命）之成，實種於二百年於前之洪門會黨」，而臺灣就是洪門天地會發源地之一」。但是，多數學者似乎並不盡同意這樣的看法。比如說，黃昭堂（氏著，1996，86）就這樣認為：在十七、八世紀時，台灣住民之間已經有了作為『台灣人』的共同意識。清國統治下的台灣漢族系住民稱大陸為『唐山』，稱大陸人為『唐山人』；但是，和這個稱呼相對應且通用於一般住民間的台灣住民之總稱卻付之闕如。

清治時期民變的領導人物有：蔡機功、吳球、劉卻、朱一貴、吳福生、林爽文、陳周全、楊良斌、張丙、洪協、洪紀、林恭、戴潮春、施九緞、朱蔚

### 朱一貴事件
於1721年，台灣爆發朱一貴事件，朱一貴起兵反抗清廷統治，攻下臺灣府城（今臺南市），復國號「大明」，年號「永和」，且廢除滿服、長辮剪斷，恢復明朝時的服裝及傳統漢人的髮式。朱一貴登基時頭戴通天冠，身穿黃龍袍，以玉帶圍之。但官員爵位封得太多，衣服一時準備不及，只好向戲班索取戲服代替，而仍然不足，出現頭戴明朝帽，身穿清朝衣的景象。後於林爽文事件和戴潮春事件中，起事者和附從者亦有「留髮」去辫現象。。朱一貴事件最後因整個起事集團分裂為使用閩南語泉漳片的閩籍墾民和使用閩南語潮汕片的粵籍墾民二股勢力而敗亡。

### 原住民反抗事件
1731年（雍正九年）年末暴發大甲西社抗清事件 ，巴布拉族消失，大肚王國滅亡，這場反抗事件過後，參與的男性原住民幾乎被屠殺殆盡，造成「番童少雁行，番婦半寡居」的情景。1878年，噶瑪蘭族聯合撒奇萊雅族與清兵對抗，發生加禮宛事件（亦稱達固湖灣事件），撒奇萊雅族開始流離失所或隱居他族，從此消失在歷史紀錄中而被認為是在清末消失滅絕的原住民族。噶瑪蘭族群則主要的精銳盡失，餘眾或向南依附阿美族或投降清軍。

### 清朝與在地政權之衝突
原住民的抗清事件，以清廷的「開山撫番」政策開始之後最頻繁，大多為清朝與原住民政權之衝突，較重大的有1875年大龜文與清朝間的「獅頭社事件」（內外獅頭社事件）、1876年太魯閣與清朝間的「太魯閣事件」、1877年「大港口事件」（奇密社事件）、1878年「加禮宛事件」、1886年「大嵙崁社事件」、1887年「中路開山事件」、1888年「大庄事件」（卑南呂家望事件）、1895年「觀音山事件」等。「開山撫番」完全無視原住民的傳統生活領域與固有政權，原住民若有不服從者，下場就是遭到清軍「破庄滅族」、「喪身滅社」，因此造成許多部落喪失家園、流離失所，例如，加禮宛事件之後的撒奇萊雅族和噶瑪蘭族。

### 分類械鬥事件
清治時期的分類械鬥，主要以不同祖籍間的「閩粵鬥」及「漳泉拚」為主，也有不同姓氏間或職業間的械鬥。起因為：一、經濟因素，爭奪田地或水源。二、社會因素，羅漢腳人數眾多，因細故釀成大禍。三、政治因素，官府無力管轄，加上貪贓枉法，民間遂以私鬥了斷。

### 會黨起事
洪門天地會以民族解放革命為宗旨，創始者為鄭成功，修整者為陳永華，分佈極廣。洪門中存有許多反滿規矩，如入會時必披髮，因大長辮非漢族之物，另見祖宗衣著亦復明時衣冠。鄭成功辭世以後，洪門會章依舊傳承下去，滿清台灣三大叛亂案主謀，朱一貴、林爽文、戴潮春皆曾借洪門天地會的力量發起革命。孫中山革命事業的起點，便由洪門傳播出的支系三合會首領介紹入會，並開山立堂，改組致公堂，創立興中會，山名大陸山。但此種會黨，在清治時期是嚴重違法。大清律例明定：「異姓歃血訂盟結拜兄弟，均照謀叛未行律，為首絞監候，為從減一等。若聚眾20人以上，為首絞決，為從發往煙瘴地帶從軍」。現代在鹿港就建有福靈宮，專為洪門天地會林爽文反清起事事件所設立，其主神位是林爽文的平海大將軍王勳。另外在台中市沙鹿蔴園福興宮，也是崇拜在林爽文事件中，以標榜「反清獨台」天地會九龍山的王勳，並尊為主神來祭祀。

## 禮制
據《清史稿》中“禮”的分為；跪：用於民眾面見官員，下級面見上級，以及祭拜神靈時的迎、送、讀聽祭文、聽取詔令、聽審和判決等等，分別稱為“跪迎、跪送、跪讀、跪聽、跪受”等等。叩：叩頭，就是先跪下，然後雙手伸向頭前頭前按地，頭部的前額碰在地上。又分為“一跪一叩”（又稱“一跪一拜”下同），一跪三叩，二跪六叩，三跪九叩等等，而以三跪九叩最為隆重。以上通稱為“跪拜禮”，直到日治時期才徹底廢除，使台灣民眾見到官員不需再行跪拜禮。

## 法律

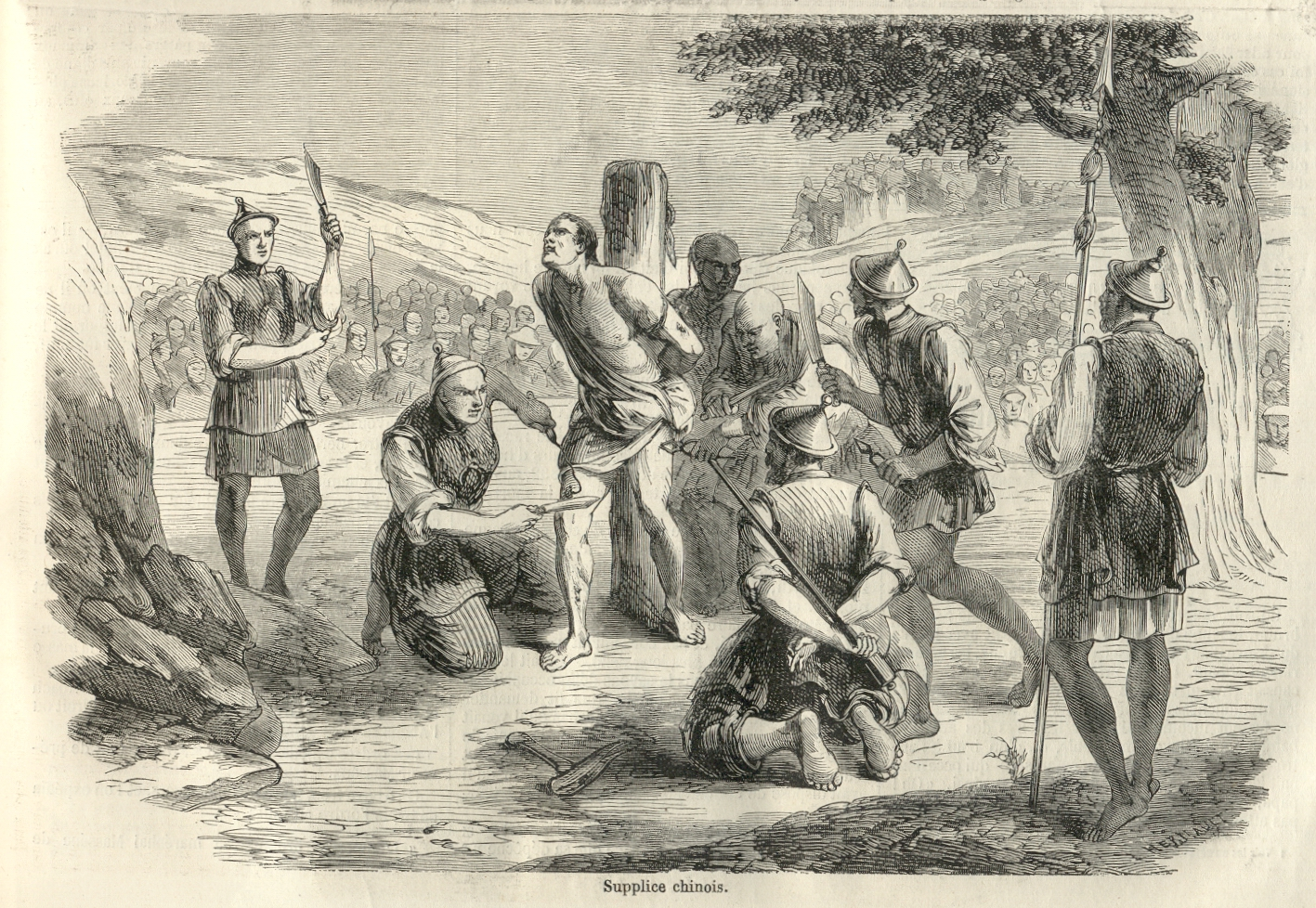
1858年法国报纸Le Monde Illustré上的照片，图上为被凌迟的法国使者

大清律例全部皆適用當時臺灣。包括各項刑罰，舉凡凌遲，戮屍，族誅等等。譬如朱一貴事件首領朱一貴，林爽文事件首領林爽文，因為是謀大逆為首叛之罪，押解至北京審判、凌遲處死。民事上契約與糾紛訴訟也一體適用清律。清律在臺灣施行至日治時期結束。

## 語言
1683年，台灣進入清治以後，由於大量明鄭遺民續居台灣，以及後續來自閩南泉漳廈的移民，臺灣民间語言基礎承襲自此批閩南裔漢人的語言，以閩南語泉州腔為優勢語言，後受平埔族等外來語影響，形成台語。今日臺灣部分源自原住民之地名，大抵以臺灣話轉寫原音。客家語亦通行於客家人聚居地區。另外，原住民族有其屬於南島語系之台灣原住民族語。而清廷派驻台湾的官员和部分基层吏员能使用官話，但官學、多數地方官吏以及臺灣民間仍普遍使用臺語或客語。
清治康熙年間，黃叔璥為朱一貴事件而調任巡臺御史，其自撰在台灣之所見所聞於《臺海使槎錄》一書。書中有對臺南當地居民語言的有趣記載，也間接顯示台灣當時通用語言為台語：（參見臺語姓氏讀音。）
|  | 郡中鴃舌鳥語，全不可曉。如：劉呼「澇」、陳呼「澹」、莊呼「曾」、張呼「丟」。余與吳待御兩姓，吳呼作「襖」，黃則無音，厄影切，更為難省。 |

## 宗教
1683年後到1859年以前，台灣宗教除了道教、佛教與融合前二者的台灣民間信仰為多數，幾無其他宗教。荷蘭統治時代，雖然在南台灣有新教、北部也有西班牙引進來的天主教傳教活動，但在明鄭時期交替時幾乎斷絕。鴉片戰爭後，直到1859年英法聯軍，菲律賓的道明會派遣神父來台，兩年後，重始天主教的傳教活動。開港後的1865年英國長老會以南部為中心，又1872年加拿大長老會以北台灣為中心，開始傳佈新教。十九世紀後半重新開始的天主教及新教傳教活動，經過一個世紀到今天仍然繼續著，信徒人數雖不能與來自唐山的佛教或道教相比，但為台灣社會帶來多元性的文化，並給予很大影響。

## 習俗

### 服色
1683年七月十九日，清朝水師提督施琅派遣吳啟爵等人到東寧，公告張貼薙髮令。七月二十日，鄭克塽率東寧臣民全部剃髮，開啟了台灣人民剃髮留辮歷史。台灣的剃髮令於進入日治時期後被才被取消終止。在剃髮易服的强制命令下，台灣的鄭氏東寧國遺民的衣冠由原本所沿襲的明朝服飾替换成清代服装，而原本所用的汉服，如王室的翼善冠、袞龍袍等，貴族官吏的烏紗帽、補服與公服等，皆被清廷所禁止。台灣進入日治後，總督府取消200多年的剃髮令和清朝服制。
布農族人在清初至日治期間與漢族人有經濟上的來往，部分部落的布農族人在與漢人彼此交易中，獲得了当时漢人所穿的衣飾，并逐漸形成男穿長衫女穿裙的习惯。日本人鈴木作太郎在1932年的著作裡指出，布農族人的穿著和泰雅族人同樣是麻織布上衣，只是婦女後來仿照漢人穿著綿衣衫褲。可見在日治時代，部分部落的布農族已經大量穿著清式服装，與傳統族服并用。

### 臺灣鴉片之始
因朱一貴起義而於1722年來臺的藍鼎元（1680年～1733年），對於台灣前期鴉片的吸食，有詳盡描述，也是目前為止對台灣鴉片最早文獻，臺灣吸食鴉片習俗也是直到台灣日治時期方才革除。
鴉片撰不知始自何來。煮以銅鍋，撰筒如短棍。無賴惡少，群聚夜飲，遂成風俗。飲時以蜜糖諸品及鮮果十數碟佐之。誘後來者，初赴飲不用錢，久則不能自己，傾家赴之矣。能通宵不寐，助淫慾。始以為樂，後遂不可復救。一日輟飲，則面皮頓縮，唇齒齞露，脫神欲斃。復飲乃愈。然三年之後，無不死矣。聞此為狡黠島夷，誑傾唐人財命者……愚夫不悟，傳入中國已十餘年，廈門多有，而臺灣特甚，殊可哀也！

### 引用
1. ↑  乾隆《重修福建臺灣府志》卷首·聖謨·諭閩廣正鄉音、彭紹升《碑傳選集》、竺家寧〈方言和共同語〉
2. ↑  竺家寧《聲韻學》第四講
3. ↑  臺灣閩南語常用詞辭典
4. ↑  國立編譯館編撰之《國民中學認識臺灣歷史篇教科書》實驗本，中華民國八十六年八月
5. ↑  中華民國教育部審定之《國民中學社會教科書》，南一書局出版，中華民國100年八月
6. 1 2  吳文星，《近代台灣的社會變遷》、吳密察，《台灣史小事典》，遠流出版、國家文化資料庫
7. ↑  蓋博堅，《清朝的督撫與行省：中國地方行政的演進，1644-1796》，美國華盛頓大學（2010）
8. ↑  陳, 明勳. . 台北市: 漢宇國際. 2018. ISBN 9789862284179 （中文（臺灣））.
9. 1 2  〈臺灣就撫疏〉《靖海紀事》，頁44
10. 1 2  〈舟師抵臺灣疏〉《靖海紀事》，頁51
11. 1 2 3 4  駱, 芬美. . 台北市: 時報. 2013. ISBN 9789571357287 （中文（臺灣））.
12. ↑  聯合新聞網：鄭守讓 自稱鄭氏10代孫。[永久]
13. ↑  翁, 佳音; 黃, 驗. . 台北市: 遠流. 2017. ISBN 9789573280330 （中文（臺灣））.
14. ↑  湯, 錦台. . 台北市: 如果. 2011. ISBN 9789866702792 （中文（臺灣））.
15. ↑  陸, 傳傑; 曾, 樹銘. . 新北市: 遠足文化. 2013. ISBN 9789865967833 （中文（臺灣））.
16. 1 2  黃, 驗; 黃, 裕元. . 臺北市: 遠流. 2015. ISBN 9789860475227 （中文（臺灣））.
17. 1 2  你不知道的歷史 台灣差點被康熙賣給荷蘭 （页面存档备份，存于）>
18. ↑  周, 婉窈. . 臺灣大百科全書. 2010-03-30  [2019-07-24]. （原始内容存档于2021-06-23） （中文（臺灣））.
19. ↑  岡田, 英宏.  . 翻譯：陳心慧. 新北市: 八旗文化. 2017 [2004]. ISBN 9789869556149 （中文（臺灣））.
20. ↑  見清聖祖仁皇帝實錄二十二、二十三年；施琅：恭陳台灣棄留疏
21. 1 2 3  黃, 驗; 黃, 裕元. . 臺北市: 遠流. 2015. ISBN 9789860475227 （中文（臺灣））.
22. 1 2  蔣, 毓英. . 臺北市: 遠流. 2004: 135–140. ISBN 9570189029 （中文（臺灣））.
23. 1 2 3  周, 典恩. . 新北市: 花木蘭. 2014. ISBN 9789863229513 （中文（臺灣））.
24. ↑  鄭維中. . 翻譯：蔡耀緯. 新北市: 衛城. 2021. ISBN 9789869938167 （中文（臺灣））.
25. ↑  翁, 佳音; 黃, 驗. . 台北市: 遠流. 2017. ISBN 9789573280330 （中文（臺灣））.
26. 1 2 3  連, 橫. . 台北市: 五南. 2017. ISBN 9789571191300 （中文（臺灣））.
27. 1 2  邵, 式柏.  . 台北市: 臺大出版中心. 2016. ISBN 9789863501572 （中文（臺灣））.
28. ↑  馮, 爾康. . 新北市: 臺灣商務. 2015. ISBN 9789570529593 （中文（臺灣））.
29. 1 2  黃, 秀政. . 台北市: 台灣學生. 1995. ISBN 9789571506593 （中文（臺灣））.
30. ↑  伊能, 嘉矩. . 新北市: 大家出版. 2017. ISBN 9789869534253 （中文（臺灣））.
31. ↑  曾, 品滄. . 臺灣大百科全書. 2009-12-03  [2019-07-25]. （原始内容存档于2021-05-09） （中文（臺灣））.
32. ↑  禪濟布〈奏報嚴禁私墾摺（雍正三年十月十六）〉：藍張興莊，舊名張鎮莊，逼近生番鹿場，兇番不時出入，不令民人開墾者也。...（略）...自雍正二年改屬彰化縣，而提督臣藍廷珍復委管事蔡克俊赴該地方招墾，自立莊戶名為藍張興莊。
33. ↑  陳炎正. . 《臺灣源流》: 48-50.
34. 1 2  曹, 永和. . 台北市: 遠流. 2011. ISBN 9789573268857 （中文（臺灣））.
35. ↑  陳哲三.  (PDF). 《逢甲人文社會學報》. 2009, (18)  [2018-08-20]. （原始内容存档 (PDF)于2018-08-20）.
36. 1 2  林, 孟欣. . 國立臺灣歷史博物館. 2017-03-08  [2019-07-26]. （原始内容存档于2019-06-07） （中文（臺灣））.
37. ↑  林, 偉盛. . 臺灣大百科全書. 2009-09-09  [2019-07-24]. （原始内容存档于2021-01-16） （中文（臺灣））.
38. 1 2 3 4 5 6  戴, 寶村. . 台北市: 五南. 2006. ISBN 9571143537 （中文（臺灣））.
39. 1 2 3  戴, 寶村. . 台北市: 國立歷史博物館. 2006. ISBN 9789860085020 （中文（臺灣））.
40. 1 2  許, 文雄. . 台北縣: 稻鄉. 2000. ISBN 9579628718 （中文（臺灣））.
41. ↑  . 原住民委員會.   [2019-07-25]. （原始内容存档于2020-06-23） （中文（臺灣））.
42. ↑  周, 婉窈.  三版. 台北市: 聯經. 2016. ISBN 9789570848083 （中文（臺灣））.
43. 1 2  翁飞. . 江淮文史. 2014, (6): 23-39  [2019-07-27]. doi:10.3969/j.issn.1005-572X.2014.06.003. （原始内容存档于2020-06-23）.
44. ↑  曹浚. . 中国高新区. 2018, (4): 278,280  [2019-07-27]. （原始内容存档于2020-06-23）.
45. ↑  戴, 寶村. . 台北市: 自立晚報. 1993. ISBN 9575962389 （中文（臺灣））.
46. ↑  林欣宜. 《國史館館刊(第五十七期):評介邵式柏著，林偉盛等譯，「臺灣邊疆的治理與政治經濟 （1600-1800）」》 第148頁
47. ↑  Charles Stafford. 《Reviewed Work(s): Statecraft and Political Economy on the Taiwan Frontier 1600-1800 》 
Man, New Series, Vol. 29, No. 3 (Sep., 1994), pp. 750-751
48. ↑  Donald S. Sutton. 《Statecraft and Political
Economy on the Taiwan Frontier, 1600–1800. by John Robert Shepherd》 Journal of Social History, 28:4 (Jul. 1995),
pp. 914–917, etc.
49. ↑  Linong Zhou. 《Statecraft and Political
Economy on the Taiwan Frontier, 1600–1800. by John Robert Shepherd》 The Australian Journal of Chinese Affairs, No. 31 (Jan., 1994), pp. 176-177
50. ↑  李瑞源. 《成大歷史學報(第四十三號):人類學觀點下的西拉雅族群圖像》 第259頁
51. ↑  邵式柏. 《臺灣邊疆的治理與政治經濟（1600-1800）》 第28頁
52. ↑  David Ownby. 《Reviewed Work(s): Statecraft and Political Economy on the Taiwan Frontier 1600-1800 》 
 The Journal of Asian Studies, Vol. 53, No. 1 (Feb., 1994), pp. 177-178
53. ↑  R. Bin Wong. 《Reviewed Work(s): Statecraft and Political Economy on the Taiwan Frontier 1600-1800 byJohn Robert Shepherd》 T'oung Pao, Second Series, Vol. 81, Fasc. 1/3 (1995), pp. 192-194
54. ↑  邵式柏. 《臺灣邊疆的治理與政治經濟（1600-1800）》 第2-5頁
55. ↑  邵式柏. 《臺灣邊疆的治理與政治經濟（1600-1800）》 第201頁
56. ↑  康豹，〈推薦序〉，收入於邵式柏. 《臺灣邊疆的治理與政治經濟（1600-1800）》 第iii頁
57. ↑  翁佳音，〈聯合推薦文 （页面存档备份，存于）〉
58. ↑  志九十一／職官三／外官／總督巡撫 （页面存档备份，存于）, 中央研究院電子文獻資料庫《清史稿》
59. ↑  志一百三十三／邦交六／日本 （页面存档备份，存于）, 中央研究院電子文獻資料庫《清史稿》
60. ↑  . . ebooks.lib.ntu.edu.tw. : 177  [2018-12-07]. （原始内容存档于2018-12-07）.
61. ↑  駱芬美. . 時報文化. 2014-01-17: 62  [2018-12-07]. ISBN 9789571358864. （原始内容存档于2021-05-09） （中文（臺灣））.
62. ↑  . ctext.org.   [2018-12-07]. （原始内容存档于2021-04-13）.
63. ↑  劉寧顏編，《重修臺灣省通志》及 的存檔，存档日期2006-09-11.
64. ↑  .   [2010-03-20]. （原始内容存档于2021-05-09）.
65. ↑  《臺灣紀事》，「夫義民，即古所稱募兵也。」。
66. ↑  《彰化縣志》，「古者寓兵於農，無事則隸於司徒，而為井邑邱甸之民；有事則屬於司馬，而為伍兩卒旅之兵。兵即農也。... 隸於行伍者曰兵，因有事召募使從軍曰義民。」。
67. ↑  《臺陽筆記》，「故往往有漳人作亂而泉人攻之者，泉人謀逆而漳人揭之者。若漳、泉合謀不軌，則粵民必倡義以誅之，未有不成功者。」
68. ↑  見《彰化縣志》。王璽在後面也跟著表達，不願附眾起事的墾民通常容易遭變民裹脅，如果組織這些墾民來捍衛自己的家園，那麼大家就會知道不需附和變民即可以保障自己的性命財產。即所謂的：「蓋良民素弱，奸民素強，至事變而兵力不能衛民，何難脅良民而胥陷於賊哉... 使不願從賊者，執以歸莊；而四方丁壯咸思投軍。即老弱亦知有生路，賊黨已不攻自散矣。」
69. ↑  《臺案彙錄庚集》，「泉州、粵東各莊義民… 業經降旨賞給「褒忠」、「旌義」里名匾額。其漳州民人有幫同殺賊者，亦經賞給「思義村」名… 所有打仗出力之熟番等，著賞給「效順」匾額...」。
70. ↑  嘉慶七年義民廟四姓首事所立的〈全立合議規條簿約字〉。
71. ↑  連橫《臺灣通史》卷八、郭泓彬編著台灣史 （页面存档备份，存于）
72. ↑  .   [2009-06-21]. （原始内容存档于2021-05-09）.
73. ↑  陳育麒：〈臺灣史學訊：原鄉、祖廟、渡臺悲歌 ——「2012田野與文獻研習營」的幾點觀察〉，載國立臺灣大學史原論壇。
74. ↑  引自王育德 1979，80
75. ↑  e.g., 黃昭堂 1993，7；張德水 1992，46
76. ↑  「近代秘密社會史料」蕭一山編。
77. ↑  「洪門志」中華書局出版。
78. ↑  類似的看法，也可以見之於江寬政(1999，294)；Mendel(1970, 14-5)；Meisner(1964, 148)；以及Ong(1964, 163)。
79. ↑  .   [2010-07-06]. （原始内容存档于2007-05-06）.
80. ↑  謝國興. . 自立晚報文化出版部. 1993.
81. ↑  林正慧，〈閩客？福客？清代臺灣和人族群新探-以屏東平原為起點〉，《國史館學術集刊第六期》，第45頁。
82. 1 2  .   [2010-02-08]. （原始内容存档于2021-05-09）.
83. ↑  .   [2010-06-30]. （原始内容存档于2020-05-06）.
84. ↑  

维基文库中的相关原始文献：清史稿
85. ↑  .   [2020-12-06]. （原始内容存档于2021-02-11）.
86. ↑  田哲益《玉山的守護者: 布農族》，五南圖書，第216-217頁

## 外部連結
- 郭弘斌：滿清據台 （页面存档备份，存于）
- 臺灣省諮議會：貳、議政探源 （页面存档备份，存于）